# (2587) Gardner
(2587) Gardner ist ein Asteroid des Hauptgürtels, der am 17. Juli 1980 vom US-amerikanischen Astronomen Edward L. G. Bowell an der Anderson Mesa Station (IAU-Code 688) des Lowell-Observatoriums in Coconino County entdeckt wurde.
Der Asteroid wurde nach dem US-amerikanischen Wissenschaftsjournalisten Martin Gardner benannt.